# Xã Van Buren, Quận Hancock, Ohio
Xã Van Buren (tiếng Anh: Van Buren Township) là một xã thuộc quận Hancock, tiểu bang Ohio, Hoa Kỳ. Năm 2010, dân số của xã này là 915 người.